# Bni M'Hamed Sijelmassa
Bni M'Hamed Sijelmassa (àrab بني امحمد سجلماسة, Banī Imḥammad Sijilmāsa; en amazic ⵙⵉⵊⵉⵍⵎⴰⵙⴰ) és una comuna rural de la província d'Errachidia, a la regió de Drâa-Tafilalet, al Marroc. Segons el cens de 2014 tenia una població total de 14.433 persones. En el seu terme hi ha les ruïnes de Sigilmasa.